# Bangou, Mauritania
Bangou este o comună din departamentul Néma, Regiunea Hodh Ech Chargui, Mauritania, cu o populație de 7.460 locuitori.